# آرامستان ارامنه ملحم
گورستان ارامنه مربوط به دوره قاجار است و در ۱۷ کیلومتری شهرستان سلماس، دهستان زولاچای، جنوب روستای ملحم واقع شده و این اثر در تاریخ ۲۳ بهمن ۱۳۸۰ با شمارهٔ ثبت ۴۷۸۷ به‌عنوان یکی از آثار ملی ایران به ثبت رسیده است.